# Премьер-министр Острова Принца Эдуарда
Премьер-министр Острова Принца Эдуарда — глава правительства канадской провинции и исполнительной власти.
Остров Принца Эдуарда был британской коронной колонией до своего присоединения к Канадской Конфедерации в 1873 году. С 1851 года у него функционировала система ответственного управления, и после присоединения провинция сохранила свой законодательный орган для решения местных вопросов. Остров имеет однопалатное парламентское правительство в стиле Вестминстера, где премьер-министр, избранный из партии большинства, является главой правительства, а король Канады выступает в роли главы государства через вице-губернатора. Премьер-министр формирует Кабинет из избранных членов для формирования Исполнительного совета.
Все члены законодательного органа впервые избираются на всеобщих выборах, которые проводятся каждые пять лет. Премьер может инициировать досрочный роспуск Законодательного собрания. Выборы также возможны, если правящая партия теряет доверие из-за отклонения законопроекта или вотума доверия.
С момента становления колонией в 1851 году на острове Принца Эдуарда было 45 руководителей правительства, включая 7 премьер-министров во время колониального периода и 33 после присоединения к Конфедерации. Из них 16 представляли Прогрессивно-консервативную партию, а 23 — Либеральную партию. Деннис Кинг, действующий премьер-министр с 9 мая 2019 года, стал первым премьер-министром правительства меньшинства с 1890 года и значительно укрепил свою позицию после удачных выборов в 2020 и 2021 годах, обеспечив себе правительство большинства.